# Принстон (Канзас)
Принстон (англ. Princeton) — місто (англ. city) в США, в окрузі Франклін штату Канзас. Населення — 248 осіб (2020).

## Географія
Принстон розташований за координатами 38°29′18″ пн. ш. 95°16′15″ зх. д. / 38.48833° пн. ш. 95.27083° зх. д. (38.488327, -95.270802).  За даними Бюро перепису населення США в 2010 році місто мало площу 0,87 км², з яких 0,86 км² — суходіл та 0,01 км² — водойми.

## Демографія
Згідно з переписом 2010 року, у місті мешкало 277 осіб у 109 домогосподарствах у складі 78 родин. Густота населення становила 319 осіб/км².  Було 121 помешкання (139/км²).
Расовий склад населення:
| - 95,3 % — білих - 1,1 % — корінних американців |

До двох чи більше рас належало 3,6 %. Частка іспаномовних становила 4,3 % від усіх жителів.
За віковим діапазоном населення розподілялося таким чином: 27,4 % — особи молодші 18 років, 61,4 % — особи у віці 18—64 років, 11,2 % — особи у віці 65 років та старші. Медіана віку мешканця становила 33,5 року. На 100 осіб жіночої статі у місті припадало 84,7 чоловіків;  на 100 жінок у віці від 18 років та старших — 87,9 чоловіків також старших 18 років.
Середній дохід на одне домашнє господарство  становив 45 620 доларів США (медіана — 41 875), а середній дохід на одну сім'ю — 51 066 доларів (медіана — 49 375). Медіана доходів становила 34 167 доларів для чоловіків та 27 500 доларів для жінок. За межею бідності перебувало 24,6 % осіб, у тому числі 46,8 % дітей у віці до 18 років та 4,8 % осіб у віці 65 років та старших.
Цивільне працевлаштоване населення становило 124 особи. Основні галузі зайнятості: освіта, охорона здоров'я та соціальна допомога — 25,0 %, роздрібна торгівля — 18,5 %, виробництво — 15,3 %, мистецтво, розваги та відпочинок — 14,5 %.